# 伊福加斯山
伊福加斯山（法語：Adrar des Ifoghas），是從馬里東北部基達爾區延伸至阿尔及利亚的山體，面積25萬平方公里，海拔高度890米，該地區城鎮包括基達爾、阿貝巴拉、阿蓋洛克和泰薩利。